# Südwales

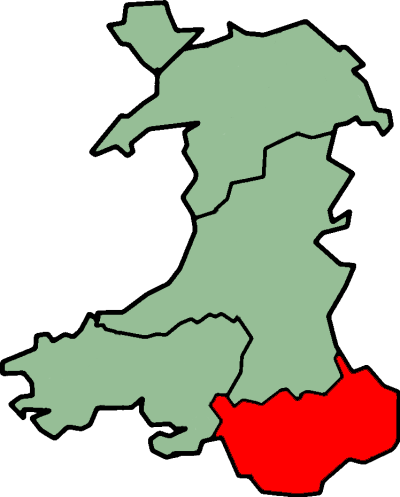
Südwales in Wales

Südwales (walisisch De Cymru, englisch South Wales) ist eine Region in Wales, die den großteils dichtbesiedelten Südosten des Landes umfasst.

## Geographie
Südwales reicht von Kidwelly (walisisch Cydweli) im Westen bis Pontypool (walisisch Pont-y-pŵl) im Osten. Im Süden wird Südwales vom Bristolkanal begrenzt, im Norden von den Brecon Beacons und im Nordosten von den Black Mountains an der Grenze zu England. Diese Abgrenzung liegt den amtlichen Dokumenten zugrunde.
Südwales umfasst mehrere der traditionellen walisischen Grafschaften: ganz Glamorganshire, den Großteil von Monmouthshire, den Osten von Carmarthenshire und einen kleinen Teil von Brecknockshire. In Südwales liegen die Städte Swansea, Cardiff und Newport sowie mehrere Principal Areas.

## Südwales als Namensgeber
Der australische Bundesstaat New South Wales ist nach der walisischen Region benannt.